# Рыбаков, Александр Владимирович
Алекса́ндр Влади́мирович Рыбако́в (род. 17 мая 1988, Нарва) — российский шоссейный велогонщик, на профессиональном уровне выступает начиная с 2007 года. В составе таких команд как «Катюша», «Итера-Катюша» и «Русвело» неоднократно становился победителем и призёром престижных шоссейных гонок. На соревнованиях представляет Санкт-Петербург, мастер спорта.

## Биография
Александр Рыбаков родился 17 мая 1988 года в городе Нарва Эстонской ССР, однако впоследствии переехал на постоянное жительство в Санкт-Петербург. Активно заниматься велоспортом начал в возрасте двенадцати лет по настоянию матери Веры Кузнецовой, известной велогонщицы, чемпионки мира 1977 года в индивидуальной гонке преследования. Проходил подготовку в местной детско-юношеской спортивной школе, в разное время тренировался под руководством таких специалистов как А. А. Кузнецов, В. В. Колосов, Н. Г. Морозов. Состоял в физкультурно-спортивном обществе «Локомотив».
Первого серьёзного успеха добился в 2006 году, когда завоевал бронзовую медаль на юниорском трековом чемпионате Европы в Афинах, показав третий результат в командной гонке преследования. Год спустя дебютировал на международной арене, поучаствовал в многодневной гонке «Гран-при Вильярреала» в Испании и занял в генеральной классификации третье место. Следующий сезон тоже провёл преимущественно на испанских дорогах, стартовал в многодневных гонках Льейды и Леона, где стал седьмым и тридцать шестым соответственно.
В 2011 году Рыбаков выиграл серебряную медаль на трековом чемпионате России в Москве в командном преследовании, при этом на шоссе стал призёром нескольких однодневных и многодневных гонок в Испании: «Трофео Сан Исидро», «Вуэльта аль Бесайя», «Вуэльта а Экстремадура». В следующем сезоне присоединился к российской команде «Итера-Катюша», выступал преимущественно в гонках континентального тура второй категории: одержал победу на «Мемориале Олега Дьяченко», занял пятое место в генеральных классификациях «Гран-при Адыгеи» и «Гран-при Сочи».
Сезон 2013 года провёл в «Русвело», вновь был лучшим на «Мемориале Олега Дьяченко», финишировал пятым в «Дуо Норманд», закрыл десятку сильнейших «Тура Словении», пришёл к финишу девятым в групповой гонке на чемпионате России. Благодаря череде удачных выступлений в 2014 году получил приглашение присоединиться к профессиональной «Катюше», подписал однолетний контракт и начал выступать в соревнованиях самого высокого уровня. Стартовал в таких гонках как «Трофео Кампос», «Тур Средиземноморья», «Тур Лангкави», «Коппа Папа Карло», «Путешествие по Фландрии», «Три дня Де-Панне», «Кольцо Сарта», «Стрела Брабанта», «Гран-при Денена», «Тур Турции», «Тур Словении», «Тур Валлонии», «Тур Польши», однако в большинстве случаев финишировал вдалеке от призовых позиций. На сезон 2015 года вновь вернулся в «Русвело».